# Lupus
Lupus oziroma natančneje sistemski eritematozni lupus (SLE, angl. systemic lupus erythematosus) je avtoimunska bolezen, pri kateri posameznikov imunski sistem napada svoja zdrava tkiva v različnih delih telesa. Simptomi se lahko med posamezniki zelo razlikujejo in so lahko le blago izraženi, lahko so pa tudi hudi. Med pogoste simptome spadajo boleči in otekli sklepi, vročina, bolečina v prsih, izpadanje las, razjede v ustih, otečene bezgavke, utrujenost, rdeč izpuščaj. Značilen izpuščaj se pojavlja zlasti na obrazu. Pogosto se bolezen pojavlja v zagonih in z vmesnimi obdobji remisije.
Vzrok sistemskega eritematoznega lupusa ni pojasnjen. Verjetno gre za preplet genetskih in okolijskih dejavnikov. Med enojajčnimi dvojčki, pri katerih ima eden od obeh to bolezen, je verjetnost, da bo zbolel tudi drugi, 24-odstotna. Za dejavnike, ki povečajo tveganje za pojav bolezni, veljajo: ženski spolni hormoni, izpostavljenost sončni svetlobi, kajenje, pomanjkanje vitamina D in nekatere okužbe. Patofiziološki mehanizem vključuje imunski odziv na avtoprotitelesa proti telesu lastnim tkivom. Najpogosteje gre za antinuklearna protitelesa, ki povzročijo vnetje. Diagnostika je lahko zahtevna in temelji tako na simptomatiki kot na izvidih krvnih preiskav. Obstajajo tudi druge vrste lupusa, in sicer diskoidni eritematozni lupus, neonatalni lupus in subakutni kožni eritematozni lupus.
Zdravilo, ki bi pozdravilo SLE, ne obstaja. Za lajšanje simptomov se uporabljajo nesteroidni antirevmatiki, kortikosteroidi, imunosupresivi, hidroksiklorokin in metotreksat. Kortikosteroidi učinkujejo hitro, vendar ob dolgotrajni uporabi povzročajo neželene učinke. Pri bolnikih s SLE je pričakovana življenjska doba krajša. SLE znatno poveča tveganje za srčno-žilne bolezni, ki predstavljajo poglavitni vzrok smrti. Ob sodobnem zdravljenju okoli 80 % bolnikov preživi več kot 15 let po postavitvi diagnoze. Ženskes SLE lahko uspešno zanosijo in rodijo, čeprav je nosečnost nekoliko bolj tvegana.
Med različnimi državami je stopnja obolevnosti od 20 do 70 na 100.000 prebivalcev. Ženske v rodni dobi so okoli 9-krat bolj dovzetne za pojav bolezni. Najpogosteje se pojavi v starosti med 15 in 45 let, a se lahko pojavi kadarkoli.